# Microphthalmus pseudoaberrans
Microphthalmus pseudoaberrans är en ringmaskart som beskrevs av Campoy och Vieitez 1982. Microphthalmus pseudoaberrans ingår i släktet Microphthalmus och familjen Hesionidae. Inga underarter finns listade i Catalogue of Life.